# Discografia dei KMFDM
La discografia dei KMFDM è ampia, e va dal 1984 al 2009 tra album in studio, album live, EP, raccolte e remix album.

## Album in studio
- 1984 - Opium
- 1986 - What Do You Know, Deutschland?
- 1988 - Don't Blow Your Top
- 1989 - UAIOE
- 1990 - Naïve
- 1992 - Money
- 1993 - Angst
- 1995 - Nihil
- 1996 - Xtort
- 1997 - Symbols
- 1999 - Adios
- 2002 - Attak
- 2003 - WWIII
- 2005 - Hau Ruck
- 2007 - Tohuvabohu
- 2009 - Blitz
- 2011 - WTF?!
- 2013 - Kunst
- 2014 - Our Time Will Come
- 2017 - Hell Yeah
- 2019 - Paradise

## Remix Album
- 1994 - Naïve/Hell to Go
- 2008 - Brimborium

## Raccolte
- 1998 - Retro
- 1998 - Agogo
- 2008 - Extra - Volume 1
- 2008 - Extra - Volume 2
- 2008 - Extra - Volume 3

## Album dal vivo
- 2002 - Sturm & Drang Tour 2002
- 2004 - WWIII Live 2003

## Singoli e EP
- 1987 - Kickin' Ass
- 1988 - Don't Blow Your Top
- 1989 - More & Faster
- 1989 - Virus
- 1990 - Godlike
- 1991 - Naïve/The Days of Swine & Roses
- 1991 - Split
- 1992 - Vogue
- 1992 - Money
- 1992 - Help Us/Save Us/Take Us Away
- 1993 - Sucks
- 1993 - A Drug Against War
- 1994 - Light
- 1994 - Glory
- 1994 - Sin Sex & Salvation
- 1995 - Juke Joint Jezebel
- 1995 - Trust/Juke Joint Jezebel
- 1995 - Brute
- 1996 - Rules
- 1998 - MDFMK
- 2002 - Boots
- 2006 - Ruck Zuck

## Videografia

### VHS/DVD
- 1997 - Beat by Beat (VHS)
- 2001 - Beat by Beat by Beat (DVD)
- 2003 - Sturm & Drang Tour 2002 (DVD)
- 2004 - WWIII Tour 2003 (DVD)
- 2005 - 20th Anniversary World Tour 2004 (DVD)

### Video musicali
- 1989 - More & Faster
- 1990 - Naïve
- 1992 - Vogue
- 1992 - Money
- 1993 - A Drug Against War
- 1995 - Juke-Joint Jezebel
- 1996 - Son of a Gun
- 1997 - Megalomaniac
- 2002 - Attak/Reload
- 2002 - Skurk
- 2003 - Stars and Stripes
- 2004 - Ultra